# Морська ескадра Збройних сил Мальти
Морська ескадра Збройних сил Мальти (мальт. Skwadra Marittima tal-Forzi Armati ta' Malta M.Q.R.) — військово-морський компонент мальтійських військ. Морська ескадра несе відповідальність за безпеку мальтійських територіальних вод, морське патрулювання і забезпечення правопорядку, а також пошуково-рятувальні операції. Базується ескадра на верфі Хейворф у Флоріані. 
Морська ескадра була створена в листопаді 1970 року. ЇЇ назва змінювалася кілька разів:
- 1970—1971: Морські війська Сухопутних сил Мальти, англ. Maritime Troop of the Malta Land Force
- 1971—1973: Перша морська батарея Сухопутних сил Мальти, англ. 1st (Maritime) Battery of the Malta Land Force
- 1973—1980: Перша морська батарея Збройних сил Мальти, англ. 1st (Maritime) Battery of the Armed Forces of Malta
- 1980 — наші дні: Морська ескадра Збройних сил Мальти, англ. Maritime Squadron of the Armed Forces of Malta

## Історія
Перший військово-морський флот Мальти був побудований, коли вона була підпорядкована Ордену Святого Іоанна Це був потужний флот з такими кораблями, як «Санта-Анна». Орден брав участь у морських боях проти Османської імперії, зокрема у битві при Лепанто 1571 року та битві за Дарданелли 1656 року. У XVII та на початку XVIII століть мальтійські кораблі також ходили в корсарські походи проти мусульманських кораблів. З роками Орден ослабшав і збанкрутів, тому не чинив опору, коли Наполеон висадився на Мальті в 1798 році. Флот Ордену був інтегрований у французький флот.
Незабаром після того, як у 1800 році острів окупувала Велика Британія, на Мальту було перенесено базу британського Середземноморського флоту. Завдяки своїй гавані та стратегічному положенню Мальта стала центром військово-морської діяльності та залишалася такою під час Другої світової війни та до 1960-х років. Середземноморський флот був розформований у 1967 році, а через три роки з'явилися перші за понад 150 років власні військово-морські сили Мальти.
Морські війська сухопутних сил Мальти було створено в листопаді 1970 року, а в січні 1971 року Берегова охорона США  передала Мальті два патрульних катери Swift. У липні 1971 року війська були перейменовані на Першу морську батарею сухопутних сил Мальти і отримали базу в Сенглеї. У 1970-х роках кількість патрульних катерів зросла, оскільки Західна Німеччина та Лівія передали Мальті деякі з колишніх митних суден. У 1973 році Морській батареї було передано судно, побудоване в сухих доках Мальти для митного департаменту.
У 1977 році батарея перемістилася на свою нинішню базу в Хей-Ворф (мальт. Xatt it-Tiben). У 1978 році британці віддали Мальті два пошуково-рятувальні катери, а в 1979 році повністю залишили Мальту. 1 квітня 1980 року Морська Батарея була перейменована в Морську ескадрилью Збройних сил Мальти і носить це ім'я по сьогодні. У 1980-х і 1990-х роках Мальті надали судна Югославія, США та Італія. У 1992 році Мальта закупила у німеччини тральщики та патрульні катери, що раніше належали НДР. Судна класів Swift, Kondor і Bremse 1960-х і 1970-х років були виведені з експлуатації між 2004 і 2012 роками і замінені нові судна.
Найбільш трагічним інцидентом Морської ескадри в мирний час стала так звана трагедія C23: коли 7 вересня 1984 року на патрульному катері вибухнули конфісковані піротехнічні засоби, внаслідок чого загинуло п'ятеро солдатів і двоє поліцейських.

## Структура
Морська ескадрилья складається з наступних підрозділів: 
- Штаб — відповідає за підтримку оперативної діяльності військово-морських підрозділів, зокрема постачання пально — мастильних матеріалів і боєприпасів та безпеку інфраструктури.
- Морська команда (Offshore Command) — відповідає за операції у відкритому морі та об'єднує три основні підрозділи:  патрульний корабель класу Diciotti[en] P61 (флагман) і патрульні кораблі класу Protector[en] P51 і P52.
- Прибережна команда (Inshore Command) поділяється на три секції:
  - Патрульна група — включають прибережні патрульні катери Austal[en] та їхні екіпажі.
  - Пошуково-рятувальна група — три екіпажі, які чергуються на борту двох патрульних катерів Vittoria Melita I і Vittoria Melita II.
  - Група швидкого реагування — загін оперативників, навчених протидії морському тероризму, боротьбі з контрабандистами та висадці на підозрілі або небезпечні судна з використанням повітряних і військово-морських засобів.
  - Команда G — відповідає за військову діяльність на острові Гоцо. Сухопутний компонент складається зі взводу, який надає допомогу поліції Мальти[en] та різним урядовим департаментам. Морський компонент складається з трьох екіпажів, які чергують на патрульному судні P32 класу Bremse, що базується в порту Айнсілем.
- Команда підтримки (Support Command) — відповідає за утримання морських суден і їх обладнання.

## Кораблі

### Поточний флот
Станом на 2015 рік на озброєнні ескадри знаходилися наступні кораблі:
| Клас                                    | Фото                                    | Тип                                     | Кораблі                                 | Походження                              | На службі з                             | Примітка |
| Пошуково-рятувальні кораблі (2 одиниці) | Пошуково-рятувальні кораблі (2 одиниці) | Пошуково-рятувальні кораблі (2 одиниці) | Пошуково-рятувальні кораблі (2 одиниці) | Пошуково-рятувальні кораблі (2 одиниці) | Пошуково-рятувальні кораблі (2 одиниці) | Пошуково-рятувальні кораблі (2 одиниці)                                                                                         |
| --------------------------------------- | --------------------------------------- | --------------------------------------- | --------------------------------------- | --------------------------------------- | --------------------------------------- | --- |
| Supervittoria 800                       |                                         | Пошуково-рятувальні катери              | Melita I                                | Італія                                  | 1999                                    | Виготовлені у 1998 на верфі Vittoria Naval, Ровіго, Італія                                                                      |
| Supervittoria 800                       | Melita II                               | Пошуково-рятувальні катери              |                                         | Італія                                  | 1999                                    | Виготовлені у 1998 на верфі Vittoria Naval, Ровіго, Італія                                                                      |
| Човни (6 одиниць)                       |                                         |                                         |                                         |                                         |                                         | |
| FB Interceptor                          |                                         | Надувний човен з жорстким корпусом      | P01                                     | Італія                                  | 2006                                    | Виготовлений FB Design в Лекко, Італія . Широко використовується групою швидкого реагування.                                    |
| Boomeranger                             |                                         | Надувний човен з жорстким корпусом      | P02                                     | Фінляндія                               | 2012                                    | Виготовлений Boomeranger Boats Oy Limited                                                                                       |
| Boomeranger                             | P03                                     | Надувний човен з жорстким корпусом      |                                         | Фінляндія                               | 2012                                    | Виготовлений Boomeranger Boats Oy Limited                                                                                       |
| Boomeranger                             | P04                                     | Надувний човен з жорстким корпусом      |                                         | Фінляндія                               | 2012                                    | Виготовлений Boomeranger Boats Oy Limited                                                                                       |
| Defender                                |                                         | Човен                                   | P05                                     | США                                     | 2014                                    | Виготовлений SAFE Boats International, наданий Мальті урядом США                                                                |
| Defender                                | P06                                     | Човен                                   |                                         | США                                     | 2014                                    | Виготовлений SAFE Boats International, наданий Мальті урядом США                                                                |
| Патрульні кораблі (8 одиниць)           |                                         |                                         |                                         |                                         |                                         | |
| Austal                                  |                                         | Прибережне патрульне судно              | P21                                     | Австралія                               | 2010                                    | Виготовлені Austral у Перті. |
| Austal                                  | P22                                     | Прибережне патрульне судно              |                                         | Австралія                               | 2010                                    | Виготовлені Austral у Перті. |
| Austal                                  | P23                                     | Прибережне патрульне судно              |                                         | Австралія                               | 2010                                    | Виготовлені Austral у Перті. |
| Austal                                  | P24                                     | Прибережне патрульне судно              |                                         | Австралія                               | 2010                                    | Виготовлені Austral у Перті. |
| Protector                               |                                         | Морське патрульне судно                 | P51                                     | США                                     | 2002                                    | Виготовлений на верфях Bollinger Shipyards                                                                                      |
| Protector                               | P52                                     | Морське патрульне судно                 | 2004                                    | США                                     |                                         | Виготовлений на верфях Bollinger Shipyards                                                                                      |
| Diciotti                                |                                         | Морське патрульне судно                 | P61                                     | Італія                                  | 2005                                    | Виготовлений Fincantieri S.p.A. на верфі Cantiere navale del Muggiano. Служив флагманом ескадри до введення в експлуатацію P71. |
| Emer                                    |                                         | Морське патрульне судно                 | P62                                     | Ірландія                                | 2015                                    | Побудований у 1979 на верфі Verolme Cork у Рашбруку, Ірландія. Перша назва — LÉ Aoife.                                          |
| OPV748                                  |                                         | Морське патрульне судно                 | P71                                     | Італія                                  | 2023                                    | Виготовлений на верфі Cantiere Navale Vittoria. Найбільший корабель ескадри і її поточний флагман.                              |

## Колишні
| Клас                                    | Фото                            | Кораблі                         | Походження                      | На службі з                     | Списаний у                      | Note |
| Патрульні кораблі (22 списаних)         | Патрульні кораблі (22 списаних) | Патрульні кораблі (22 списаних) | Патрульні кораблі (22 списаних) | Патрульні кораблі (22 списаних) | Патрульні кораблі (22 списаних) | Патрульні кораблі (22 списаних) |
| --------------------------------------- | ------------------------------- | ------------------------------- | ------------------------------- | ------------------------------- | ------------------------------- | --- |
|                                         |                                 | C21                             | Мальта                          | 1971 або 1973                   |                                 | Виготовлений у сухих доках Мальти для митного департаменту. |
| Swift                                   |                                 | P23 (ex-C23) P24 (ex-C24)       | США                             | 1971                            | 2010                            | Виготовлені у 1967 під назвами USA C6823 (PCF-813) і USA C6824 (PCF-816). У 1971 переданий Мальті Береговою охороною США. У 2012 P24 був повернутий до США і зараз знаходиться у Морському музеї Сан-Дієго. P23 станом на 2014 зберігався у Хейверфі.                |
|                                         |                                 | C25 C26                         | Югославія                       | 1975-1976                       | c.1990                          | Колишні катери лівійської митниці, виготовлені в Югославії. C26 раніше називався Tariq, початкова назва C25 невідома. |
| Equity                                  |                                 | P25 (ex-C25) P26 (ex-C26)       | США                             | 1991                            | бл. 2000                        | Колишні судна Національного управління океанічних і атмосферних досліджень 1255 і 1257 |
|                                         |                                 | C27 C28 C29                     | Німеччина                       | 1972                            | бл.1980                         | Побудовані з 1952 по 1956 для митниці. Мали наступні початкові назви: C27 — Brunsbuttel, C28 — Geier, C29 — Kondor. C28 на даний момент працює поромом під назвою Seahawk у круїзному агентстві Captain Morgan Cruises.                                              |
| Farwa                                   |                                 | C28 C29                         | Велика Британія                 | 1978                            | 1992 1989                       | Колишні катери лівійської митниці, виготовлені у Великій Британії в 1967-68. Початкові назви: Arrakib (C28), Akrama (C29). |
| Kondor I                                |                                 | P29 P30 P31                     | НДР                             | 1997 1992                       | 2004                            | Виготовлені на верфі Peene Werft у 1968—1970 як мінні тральщики. Початкові назви: Boltenhagen (P29), Ueckermuende (P30) і Pasewalk (P31). P29 і P31 були затоплені з метою використання для дайвінгу в 2007 і 2009 роках. P30 станом на 2013 рік зберігався у Марсі. |
| Bremse                                  |                                 | P32 P33                         | НДР                             | 1992                            | 2012 2005                       | Виготовлені на VEB Yachtwerft Berlin у 1971—1972. P33 списаний у 2005 і затоплений у 2021 для використання штучним рифом. P32 списаний у 2012, станом на 2015 зберігався у Хейворфі.                                                                                 |
| Litoraneo                               |                                 | P34 P36 P37                     | Італія                          | 1992                            |                                 | Виготовлені Baglietto у 1950-х для Guardia di Finanza. Початкові назви: GL 314 (P34), GL 326 (P36), GL 316 (P37) |
| Kalnik                                  |                                 | P38 (ex-C38) P39 (ex-C38)       | Югославія                       | 1982                            |                                 | Надані Мальті Югославією. |
| Пошуково-рятувальні катери (4 списаних) |                                 |                                 |                                 |                                 |                                 | |
| RAF 1600 series                         |                                 | C20                             | Велика Британія                 | 1980-ті                         |                                 | Колишній катер 1654 пошуково-рятувальної служби Британських ВПС. Станом на 2011 списаний човен знаходився покинутий у полі поблизу Марсашлокку. |
| RAF 1300 series                         |                                 | C21                             | Велика Британія                 | 1980-ті                         |                                 | Колишній катер пошуково-рятувальної служби Британських ВПС. |
| RAF 2700 series                         |                                 | C68 C71                         | Велика Британія                 | 1978                            |                                 | Колишні катери 2768 і 2771 пошуково-рятувальної служби Британських ВПС. |
| Десантний катер (1 списаний)            |                                 |                                 |                                 |                                 |                                 | |
| LCVP                                    |                                 | LC1                             | США                             |                                 |                                 | |

## Нагороди
13 грудня 2008 року президент Едвард Фенек Адамі нагородив Морську ескадру Збройних сил Мальти Медаллю за заслуги перед Республікою. Це був перший випадок, коли ця нагорода була вручена колективу, а не окремій особі, як це було раніше. Завдяки отриманню цієї нагороди, ескадра використовує після назви постномінальні літери M.Q.R.